# 大鼻魮
大鼻魮（学名：Luciobarbus nasus）為輻鰭魚綱鯉形目鯉科魮属的其中一個種。該物種於1874年由阿尔伯特·甘瑟描述及命名，主要分布於非洲摩洛哥，體長可達21公分，已灭绝。

## 扩展阅读
維基物種上的相關：大鼻魮